# Bandiere delle comunità minoritarie d'Italia

## Comunità delle minoranze italiane all'estero

### Le bandiere della comunità italiana in Iugoslavia, Slovenia e Croazia
La bandiera della minoranza italiana in Iugoslavia fu il tricolore italiano, con la stella rossa, mutuando a modello quella della Brigata Garibaldi. Il vessillo, contrariamente alle altre bandiere stellate della federazione socialista, non aveva la bordatura d'oro della stella. 
La bandiera fu utilizzata per la prima volta a Fiume nel 1943 ed ufficializzata nel 1946.

Spesso veniva issata insieme alle bandiere della Repubblica Socialista Federale di Iugoslavia, delle Repubblica Socialista di Slovenia e Repubblica Socialista di Croazia o quella della Lega dei Comunisti di Jugoslavia.

Con la dissoluzione della Repubblica Socialista Federale di Iugoslavia e la proclamazione il 25 giugno 1991 della Croazia e della Slovenia come stati indipendenti, gli italiani adottarono di fatto il tricolore italiano, che in Croazia fu ufficializzato con la legge costituzionale sui diritti e sulle libertà dell'uomo, e sui diritti delle comunità etniche e nazionali o minoranze della Repubblica di Croazia (pubblicata sulla Gazzetta Ufficiale croata n. 65/1991 e n. 27/1992) e con il successivo Trattato tra la Repubblica di Croazia e la Repubblica italiana sui diritti delle minoranze (pubblicato sulla Gazzetta Ufficiale croata n. 15/1997 e sulla Gazzetta Ufficiale della Repubblica Italiana n. 104 del 7 maggio 1998). La sola comunità degli italiani di Fiume, anziché adottare il tricolore italiano, ha adottato, il 22 dicembre 1997, lo storico tricolore orizzontale dello Stato libero di Fiume.

Bandiera della Comunità Nazionale Italiana in Slovenia (1991 - oggi)
Bandiera della Comunità Nazionale Italiana in Croazia (1991 - 1998)
Bandiera della Comunità degli Italiani di Fiume in Croazia (22 dicembre 1997 - oggi)

## Le bandiere delle comunità delle minoranze linguistiche storiche in Italia
La legge n. 482 del 15 dicembre 1999 Norme in materia di tutela delle minoranze linguistiche storiche (pubblicata sulla Gazzetta Ufficiale della Repubblica Italiana n. 297 del 20 dicembre 1999), riconosce l'esistenza di dodici minoranze linguistiche definite storiche e ne ammette a tutela le rispettive lingue:
(Comma n. 1 dell'articolo n. 2 della legge n. 482 del 15 dicembre 1999 Norme in materia di tutela delle minoranze linguistiche storiche (pubblicata sulla Gazzetta Ufficiale della Repubblica Italiana n. 297 del 20 dicembre 1999))
Alcune delle lingue minoritarie riconosciute dalla legge n. 482/1999 avevano già ricevuto in precedenza riconoscimenti mediante leggi statali (la lingua tedesca e la lingua ladina in Trentino-Alto Adige, la lingua slovena in Friuli-Venezia Giulia, la lingua francese in Valle d'Aosta) o leggi regionali (la lingua friulana in Friuli-Venezia Giulia, la lingua sarda e la lingua catalana in Sardegna).
Inoltre, la sentenza della Corte costituzionale nº 189/1987 del 20-21 maggio 1987 ha sancito che l'esposizione delle bandiere delle minoranze etniche non costituisce un illecito. Le bandiere delle minoranze sono bandiere di pace che rappresentano in modo chiaro ed evidente la possibilità di espressione delle stesse. Ha ricordato che le bandiere delle minoranze sono state esposte in diversi comuni in occasione di manifestazioni, senza che le stesse abbiano destato preoccupazione.
Le bandiere delle minoranze non possono essere esposte a fianco di quella dello Stato Italiano se oltre a rappresentare una minoranza le stesse rappresentano uno Stato sovrano (vedi ad esempio Stati della ex Jugoslavia che dopo la suddivisione degli anni 1990 oggi a sua volta diventati Stati sovrani). In quel caso la minoranza se interessata, può procedere con la registrazione legale di una nuova bandiera con altri colori ed eventuali simbologie.
Diversi sono gli accordi internazionali dopo la grande guerra, dove oggi viene esposta la bandiera italiana negli Stati do e una volta era presente e sovrana Italia (vedi alcune città della Slovenia e della Croazia).

### Le bandiere della comunità albanese
Gli Albanesi d'Italia (Arbëreshë), popolazione di lingua ed etnia albanese che vive nell'Italia meridionale, adottano una bandiera caricata con lo stemma di Giorgio Castriota Scanderbeg, eroe nazionale dell'Albania, con aquila bicipite di nero su scudo rosso (del tutto simile alla bandiera dell'Albania). Questa bandiera può presentare in dei comuni dell'Arbëria particolari aggiuntivi, come ad esempio la stella a sei punte.
Questa bandiera è visibile sui molti siti web ufficiali della Comunità Arbëreshe. 

Stemma comune di Acquaformosa (CS) in Calabria
Stemma comune di Castroregio (CS)
Stemma comune di Contessa Entellina (PA) in Sicilia
Stemma comune di Palazzo Adriano (PA)
Bandiera comune di Piana degli Albanesi (PA)
Stemma comune di Spezzano Albanese (CS)

### La bandiera della comunità catalanofona
Il Comune di Alghero utilizza nel stemma e gonfalone le barre d'Aragona come ufficiali, ovvero la bandiera catalana (Senyera) formata da quattro fasce rosse su campo dorato.

### Le bandiere della comunità germanica
La comunità germanica in Italia è stanziata nell'arco alpino e si divide principalmente in 4 gruppi:
- Cimbri, Tzimbar (Tzimbar-earde), di origine germanica;
- Mòcheni, Bersntoler (Bersntol), di origine germanico-bavarese;
- Altoatesini, Südtiroler (Südtirol), di origine germanico-sudbavarese;
- Walser, Walser (Walserland), di origine germanico-alemanna.

 Le bandiere della Comunità germanica Cimbri, Tzimbar (Tzimbar-earde) 
 Le bandiere della comunità germanica Mòcheni, Bersntoler (Bersntol) 
 Le bandiere della comunità germanica Altoatesini, Südtiroler (Südtirol) 
 Le bandiere della comunità germanica Walser, (Walserland) 

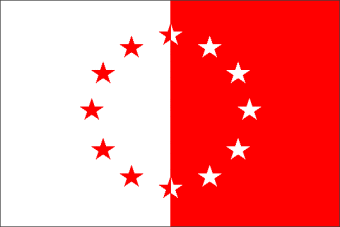
Bandiera della Comunità Germanica (Walser), Walser (Walserland) del Piemonte 25 agosto 2007 - (oggi)
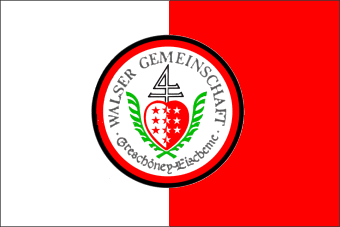
Bandiera della Comunità Germanica (Walser), Walser (Walserland) della Valle d'Aosta (oggi)
Bandiera della Comunità Germanica (Walser), Walser (Walserland) di Alagna Valsesia (VC) (oggi)

### Le bandiere della comunità slava della Schiavonia o Slavia friulana

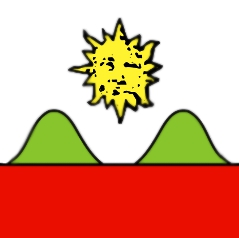
Improbabile bandiera della Schiavonia, desunta da uno stemma di pura fantasia e mai usato in nessun caso e in nessuna epoca (Slavia friulana)
Bandiera della comunità slava - Slovencih (Beneška Slovenija) (XVII secolo - oggi)

### La bandiera della comunità friulanofona

Bandiera del Friuli

### La bandiera della comunità sardofona

Bandiera dei quattro mori, identificativa della comunità sarda dal XIII° secolo.
Altra versione della bandiera, ufficialmente riconosciuta durante il periodo sabaudo e tutt'oggi ufficiale.

### La bandiera della comunità ladinofona
La bandiera dei Ladini delle Dolomiti nacque il 5 maggio 1920. In quell'occasione rappresentanti delle cinque valli ladine si riunirono sul Passo Gardena per protestare contro le decisioni del Trattato di Saint-Germain, che non riconosceva al popolo ladino, come neppure alle popolazioni tedesche del Sud Tirolo, il diritto all'autodeterminazione dei popoli, uno dei quattordici punti di Woodrow Wilson. Ulteriore richiesta era il riconoscimento di gruppo etnico distinto.
In questa occasione apparve la bandiera a strisce orizzontali celeste-bianco-verde. I colori furono scelti per simboleggiare la natura delle Dolomiti: il verde scuro dei prati e dei boschi di abeti, il bianco della neve che copre le Dolomiti e il celeste del cielo. Alla fine della giornata fu dichiarata bandiera nazionale dei Ladini. Durante il periodo fascista fu dichiarata illegale dal Governo Italiano. Subito dopo la fine della guerra riapparve il 14 luglio 1946 sul Passo Sella, in occasione di una nuova manifestazione a cui parteciparono 3.000 ladini. Nel 2025 in occasione di un convegno nazionale di vessillologia organizzato presso il Museo civico del Risorgimento (Bologna) dal Centro italiano di studi vessillologici è stata esposta la bandiera ladina e presentata una relazione.

Bandiera della Comunità Ladina (5 maggio 1920 - Anni 1930 14 luglio 1946 - oggi)

### La bandiera della comunità delle valli occitane
La bandiera porta una grande croce occitana gialla in campo rosso.
Negli anni settanta, François Fontan ed il P.N.O. (Partito Nazionalista Occitano) proposero l'aggiunta di una stella a 7 punte, in alto (dal lato opposto all'asta).
Questa stella dovrebbe rappresentare l'unità del territorio di lingua occitana comprendente 7 regioni storiche: Guascogna, Guienna, Linguadoca, Limosino, Alvernia, Delfinato e Provenza.
La stella a 7 punte è anche il simbolo del felibrige che scelse come patrona Santa Estella.
La croce occitana ha origine nel 990 d.C. quando Guilhem III Taillefer, conte di Tolosa, sposa Emma, figlia ed ereditiera di Roubaud, conte di Provenza che gli porta in dote molte terre e forse anche la croce, simbolo della contea di Venasque divisa tra il casato di Tolosa e quello di Forcalquier.